# کامائوسی
کامائوسی (به لاتین: Kamaosi) یک زیستگاه انسانی در جزایر سلیمان است که در جزیره سانتا ایزابل واقع شده‌است.

## خصوصیات
کامائوسی ~۵۰۰ نفر جمعیت دارد و ۸۹٫۰ متر بالاتر از سطح دریا واقع شده‌است.